# Osloer Strasse
Osloer Strasse är en gata i stadsdelen Gesundbrunnen i centrala Berlin i Tyskland. Den går från Louise-Schroeder-Platz till Grüntaler Straße där den övergår i Bornholmer Strasse. Osloer Strasse hette från början Christianiastraße. Efter att Christiania 1924 bytte namn till Oslo, följde 1938 namnbytet av gatan.
Stationen Osloer Strasse är slutstationen för tunnelbanan linje U9 men även linje U8 trafikerar stationen.